# Principio de la pared fría
El principio de la pared fría, también conocido como principio de Watt, establece que en un recipiente cuyas paredes están a distintas temperaturas, la presión parcial del vapor saturante es la que corresponde a la temperatura de la pared más fría.